# Скрыльников, Константин Евгеньевич
Константин Евгеньевич Скрыльников (16 июля 1979, Воронеж, РСФСР, СССР) — российский футболист, полузащитник.

## Карьера

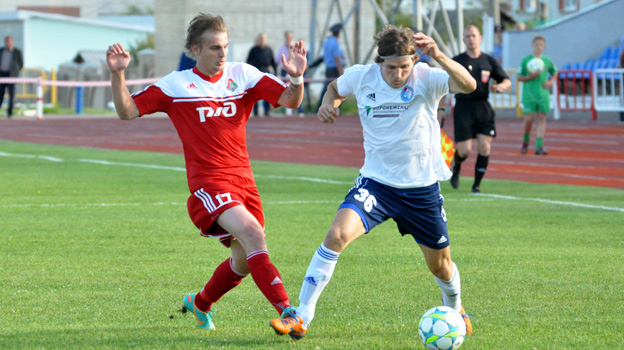
Константин Скрыльников (справа) в составе «Факела»

Футболом начал заниматься в 8 лет. Первая команда — «Кавказкабель» из города Прохладный.
С 2001 по 2002 год выступал за тольяттинскую «Ладу». В 2003—2004 годах в волгоградском «Роторе».
С 2007 года по 2010 год выступал за «Урал» (Екатеринбург). Отдав за него 400 тысяч долларов, уральцы оформили самый дорогой трансфер в своей истории. В 2011 году перешёл в ярославский «Шинник». В январе 2013 года вернулся в «Урал», подписав контракт на полгода. После окончания контракта с «Уралом» перешёл в воронежский «Факел», подписав контракт на 2 года.

## Достижения
- Победитель Первенства ФНЛ (1): 2012/13
- Обладатель Кубка ФНЛ (1): 2013

## Образование
Закончил Воронежский государственный строительный университет.